# Medalha Mott
A  Medalha Mott do Instituto de Física é um prêmio por pesquisas de destaque em física da matéria condensada e ciência dos materiais. É dotada com mil libras e uma medalha de prata. Foi estabelecida em 1997 e lembra o físico Nevill Francis Mott.

## Laureados
- 2000 Michael Pepper
- 2001 Manuel Cardona
- 2002 Maurice Skolnick
- 2003 David Philip Woodruff
- 2004 Ted Forgan
- 2005 Athene Donald, pelo desenvolvimento de novos métodos para investigar matéia macia (polímeros, materiais biológicos, colóides)
- 2006 Peter Weightman
- 2007 Andre Geim, pela descoberta de novos materiais como o grafeno
- 2008 Gabriel Aeppli
- 2009 Gillian Gehring
- 2010 não concedida
- 2011 Andrew Peter Mackenzie
- 2012 não concedida
- 2013 Andrew Shields